# Коростино (Алексинский район)
Коростино (также — Покровское) — упразднённое село в Тульской области России. Входило в Алексинский район. Ныне является урочищем на территории современного муниципального образования город Алексин.

## География
Село располагалось вдоль течения реки Крушма, правого притока реки Ока. Находилось в 25 километрах от Алексина.

## История
Коростино входило в состав Суходольской волости Алексинского уезда Тульской губернии, приписывалось к Покровской церкви. В селе насчитывалось 23 двора.
В последний раз упоминается в 1926 году, как село в составе Алексинского района. Село исчезло до начала Великой Отечественной войны.

## Население
В 1859 году в селе проживало 175 человек: 92 мужчины и 83 женщины.